# Loučná (Višňová)
Loučná (deutsch Lautsche) ist ein Ortsteil der Gemeinde Višňová in Tschechien. Er liegt zehn Kilometer nordwestlich des Stadtzentrums von Frýdlant an der polnischen Grenze und gehört zum Okres Liberec.

## Geographie
Loučná liegt linksseitig des Tals der Smědá (Wittig) auf der Anhöhe Sedlákovy Lhoty (Jäkelberg, 313 m) im Isergebirgsvorland. Nördlich erhebt sich der Doupňák (Kapellenberg), im Südosten der Hradec (Abtsberg, 313 m) und westlich der Větrný (Lohnberg, 385 m).
Nachbarorte sind Kostrzyna und Ves im Norden, Boleslav und Černousy im Nordosten, V Poli im Osten, Filipovka im Südosten, Wolanów im Süden, Saň und Działoszyn im Südwesten, Posada und Bratków im Westen sowie Lutogniewice und Andělka im Nordwesten.

## Geschichte
Auf einem westlichen Ausläufer der Sedlákovy Lhoty zwischen Loučná und Saň befand sich im 9. und 10. Jahrhundert eine slawische Burgwallanlage, die Ähnlichkeiten mit der Slawenburg Tornow aufweist.
Das Dorf ist wahrscheinlich eine sorbische Gründung. Erstmals urkundlich erwähnt wurde das zur Herrschaft Friedland gehörige Lehngut Lautsche im Jahre 1457 als Besitz des Heinrich von Grießlau. Am 18. Mai 1537 belehnte Joachim II. von Bieberstein Heinrichs gleichnamigen Enkel und Anna von Wiese mit dem Gut. Der bekannteste Besitzer des Gutes war Heinrich von Grießlau, auch Heinrich Griessel genannt, der es 1611 mit dem Erreichen der Volljährigkeit übernahm und unter Christoph von Redern, Albrecht von Waldstein und Matthias von Gallas als Burghauptmann von Friedland diente. Nach dem Tode seines Onkels Georg von Debschitz erbte er am 8. April 1632 dessen Lehngut Wünschendorf. Anfang 1639 bestätigte ihm Matthias von Gallas die Lehn Lautsche und Wünschendorf. Bei der schwedischen Belagerung des Schlosses Friedland lehnte Grießlau Verhandlungen mit den Belagerern ab und verteidigte es mit 18 Soldaten und einigen Bauern. Nachdem die Besatzung schließlich nur noch aus Grießlau und einem Korporal bestanden hatte, konnten die Schweden am 24. Mai 1639 das Schloss erobern. Nach vierwöchiger Haft gelang ihm die Flucht aus dem Schloss nach Sachsen. Nachdem sich Heinrich von Grießlau in Leipzig acht Wochen von einer während der Haft und Flucht zugezogenen Erkrankung kuriert hatte, kehrte er nach Böhmen zurück. Da die Schweden noch immer das Schloss Friedland besetzt hielten, reiste er nach Smiřice zu Gallas. Dieser warf Grießlau vor, das Schloss Friedland leichtfertig den Schweden überlassen zu haben und entzog ihm seine Lehngüter.
Am 18. Oktober 1642 reichte Matthias von Gallas in Trient seinem Sekretär Johann von Püchler als Sicherheit für die ihm für treue Dienste versprochenen 4000 Reichstaler die Güter Lautsche und Wünschendorf. Nach Ablauf der Zahlungsfrist am 1. November 1661 verglich sich Anton Pankraz von Gallas mit Johann von Püchler und seiner Frau Anna Marie, geborene von Schwartz auf Tschernhausen, die das Gut Lautsche gegen Zahlung von 3100 Reichstalern als unveräußerlichen erblichen Besitz erhielten. Nachfolgende Besitzerin des Gutes wurde per donatio mortis causa (wegen des Todesfalls) ihre Tochter Maria Beata Anunciata von Püchler, die 1689 verstarb. Im Jahre 1691 kaufte Franz Ferdinand von Gallas das Gut Lautsche für 3100 Reichstaler zurück und schlug es wieder der Herrschaft Friedland zu. 1723 ließ Philipp Joseph von Gallas auf dem Fluren des Gutes das Dorf Philippsthal anlegen.
Im Jahre 1832 bestand Lautsche aus 33 Häusern mit 251 deutschsprachigen Einwohnern. Schulort und katholischer Pfarrort war Engelsdorf. Die Protestanten waren zur Weigsdorfer Grenzkirche eingepfarrt.
Nach der Aufhebung der Patrimonialherrschaften bildete Lautsche ab 1850 einen Ortsteil der Gemeinde Engelsdorf im Bunzlauer Kreis und Gerichtsbezirk Friedland. Zugleich wurden Lautsche, Zahne und Philippsthal mit Engelsdorf zu einer Katastralgemeinde vereinigt. Ab 1868 gehörte Lautsche zum Bezirk Friedland. Der tschechische Ortsname Loučná findet seit 1924 Verwendung. Nach dem Münchner Abkommen erfolgte 1938 die Angliederung an das Deutsche Reich; bis 1945 gehörte Lautsche zum Landkreis Friedland. Nach dem Ende des Zweiten Weltkrieges kam Loučná zur Tschechoslowakei zurück. In den Jahren 1946 und 1947 wurden die meisten deutschböhmischen Bewohner vertrieben. Im Zuge der Auflösung des Okres Frýdlant wurde das Dorf 1960 dem Okres Liberec zugeordnet. Am 1. Juli 1980 wurde Loučná zusammen mit Andělka nach Višňová eingemeindet.
1991 hatte Loučná zehn Einwohner. Im Jahre 2001 bestand das Dorf aus 15 Wohnhäusern, in denen 17 Menschen lebten. Insgesamt besteht Loučná aus 16 Häusern.

## Ortsgliederung
Der Ortsteil Loučná ist Teil des Katastralbezirkes Andělka.

## Sehenswürdigkeiten
- Starý hrad (Altes Schloss), slawischer Burgstall
- Naturreservat Meandry Smědé (Wittig-Mäander), östlich des Dorfes
- Umgebindehäuser